# Great Cannon of China
Die Great Cannon of China (Übersetzung aus dem Englischen: Große Kanone von China) ist ein Angriffstool, das verwendet wird, um verteilte Denial-of-Service-Angriffe auf Webseiten zu starten, indem es eine möglichst große Anzahl an Web-Traffic (IP-Paketen) abfängt und sie gezielt auf die anzugreifenden Webseiten umleitet. Laut den Forschern des Citizen Lab, des International Computer Science Institute und des Centre for Information Technology Policy der Princeton University, die den Begriff prägte, entführt die Große Kanone den ausländischen Webverkehr für chinesische Webseiten. Das Ziel der Attacke ist, die angegriffenen Webserver mit enormen Mengen an Verkehr zu überfluten, was zu einer „verbreiteten Verweigerung des Dienstes“ (engl. Distributed Denial of Service DDoS) führen kann. Während sie sich technisch in der Nähe der Chinesischen Großen Firewall befindet, ist die Große Kanone „ein separates Offensivsystem mit unterschiedlichen Fähigkeiten und Design.“
Neben dem Start von Denial-of-Service-Angriffen ist das Tool auch in der Lage, den Web-Traffic zu überwachen und Malware in zielgerichteten Angriffen so zu verteilen, wie es das Quantum Insert System des US-Geheimdienstes NSA tut.
Die ersten bekannten Ziele der Großen Kanone (Ende März 2015) waren Webseiten, in denen Zensur-umgehende Werkzeuge bereitgestellt wurden, darunter GitHub, ein webbasierter Code-Hosting-Service, und GreatFire, ein Dienst, der beobachtet, welche Webseiten in China blockiert werden und chinesischen Internetnutzern hilft, die Internetzensur in der Volksrepublik China zu umgehen.